# Unterseeboot 366
Le Unterseeboot 366 (ou U-366) est un sous-marin allemand (U-Boot) de type VII.C utilisé par la Kriegsmarine (marine de guerre allemande) pendant la Seconde Guerre mondiale.

## Construction
L'U-366 est un sous-marin océanique de type VII C. Construit dans les chantiers de Flensburger Schiffbau-Gesellschaft à Flensbourg, la quille du U-366 est posée le 22 mai 1942 et il est lancé le 16 avril 1943. L'U-366 entre en service trois mois plus tard.

## Historique
Mis en service le 16 juillet 1943, l'Unterseeboot 366 reçoit sa formation de base sous les ordres de l'Oberleutnant zur See Bruno Langenberg à Kiel dans la 5. Unterseebootsflottille jusqu'au 29 février 1944, puis l'U-366 intègre sa formation de combat dans la 13. Unterseebootsflottille à la base sous-marine de Drontheim, qu'il ne rejoindra jamais.
En vue de la préparation de sa première patrouille, l'U-366 quitte le port de Kiel le 15 février 1944 pour rejoindre quatre jours plus tard, le port de Bergen le 18 février 1944.
Deux jours plus tard, il reprend la mer pour sa première patrouille le 20 février 1944 le long des cotes norvégiennes. Après dix jours en mer, il arrive le 29 février 1944 à Hammerfest.
Le 4 mars 1944, il quitte Hammerfest. Le lendemain, l'U-366 est coulé le 5 mars 1944 dans l'océan Arctique au nord-ouest de Hammerfest à la position géographique de 72° 10′ N, 14° 44′ E par des tirs de roquettes lancées d'un avion torpilleur Fairey Swordfish (du Squadron 816) venant du porte-avions d'escorte britannique HMS Chaser.
Les 50 membres d'équipage meurent dans cette attaque.

## Affectations successives
- 5. Unterseebootsflottille à Kiel du 16 juillet 1943 au 29 février 1944 (entrainement)
- 13. Unterseebootsflottille à Drontheim du 1er mars au 5 mars 1944 (service actif)

## Commandement
- Oberleutnant zur See Bruno Langenberg du 16 juillet 1943 au 5 mars 1944

## Patrouilles
|       | Commandant             | Départ          | Départ     | Arrivée         | Arrivée    | Jours    | Succès |
| ----- | ---------------------- | --------------- | ---------- | --------------- | ---------- | -------- | ------ |
|       | Oblt. Bruno Langenberg | 15 février 1944 | Kiel       | 18 février 1944 | Bergen     | 4 jours  |        |
| 1     | Oblt. Bruno Langenberg | 20 février 1944 | Bergen     | 29 février 1944 | Hammerfest | 10 jours |        |
|       | Oblt. Bruno Langenberg | 4 mars 1944     | Hammerfest | 5 mars 1944     | Coulé      | 2 jours  |        |
| Total | Total                  | Total           | Total      | Total           | Total      | 16 jours | 0 t    |

Note : Oblt. = Oberleutnant zur See

### Opérations Wolfpack
L'U-366 a opéré avec les Wolfpacks (meute de loups) durant sa carrière opérationnelle.
1. Hartmut (23 février 1944 - 28 février 1944)
2. Boreas (4 mars 1944 - 5 mars 1944)
3. Orkan (5 mars 1944 - 5 mars 1944)

## Navires coulés
L'Unterseeboot 366 n'a ni coulé, ni endommagé de navire marchand ennemi au cours de l'unique patrouille (67 jours en mer) qu'il effectua.

### Source et bibliographie
- (en) Cet article est partiellement ou en totalité issu de l’article de Wikipédia en anglais intitulé « German submarine U-366 » (voir la liste des auteurs).
- Chris Bishop, historien militaire (trad. de l'anglais par Christian Muguet), Les sous-marins de la Kriegsmarine : 1939-1945 : le guide d'identification des sous-marins [« The spellmount submarine identification guide : Kriegsmarine U-boats 1939-1945 »], Paris, Éd. de Lodi, 2008, 192 p. (ISBN 978-2-84690-327-1, OCLC 470721805, BNF 41298980)